# 梁静 (1957年)
梁静（1957年—），女，山东曹县人，中华人民共和国政治人物，曾任河南省政协副主席，河南省工商业联合会会长、主席，第十一、十二、十三届全国政协委员。